# Сыны свободы (телесериал)
«Сыны свободы» (англ. Sons of Liberty) — мини-сериал, сюжет которого разворачивается в период, когда Америка была североамериканской британской колонией. Премьера состоялась в январе 2015 года на телеканале History Channel.

## Сюжет
1765 год. Жесткая британская политика вызывает недовольство у разных слоев населения колонии Массачусетс. Жители Бостона возмущены неадекватными налогами, особенно Актом о гербовом сборе, притеснениями и постоянным присутствием военных. В молодой стране, которая формально лишь колония, зарождаются тайные диссидентские организации для оказания сопротивления колонизаторам.
Сериал рассказывает о радикальной группе людей — Сэмюэл Адамс, Джон Адамс, Пол Ревир и Джон Хэнкок, которые, объединившись, смогли изменить ход истории. Назвав себя «Сыны свободы», они боролись за самоопределение североамериканских британских колоний, организуя акции неповиновения и саботажа, в том числе известное «Бостонское чаепитие» 1773 года.
Во многом благодаря именно этим людям началась Американская революция и война за независимость 1775—1783 годов, в результате которой США стали независимым государством.
В США их имена стали легендами, так как они, не желая мириться с произволом властей, искали и обрели независимость.

## Эпизоды и рейтинги
1. «Опасная игра» (англ. A Dangerous Game) посмотрели 3,29 млн.чел[13]
2. «Восстание» (англ. The Uprising) посмотрели 2,82 млн.чел[14]
3. «Независимость» (англ. Independence) посмотрели 3,30 млн.чел[15] (первое место в рейтинге Топ 25 кабельных передач США в день показа)

## В ролях
- Бен Барнс[5][16] — Сэмюэл Адамс
- Майкл Реймонд-Джеймс — Пол Ревир
- Рэйф Сполл — Джон Хэнкок
- Райан Эгголд — доктор Джозеф Уоррен
- Генри Томас[5] — Джон Адамс
- Мартон Чокаш — генерал Томас Гейдж
- Джейсон О'Мара[8] — Джордж Вашингтон
- Дин Норрис[4][11] — Бенджамин Франклин

## Дополнительная информация
Сериал был создан телеканалом History Channel из 3 серий, в общей сложности 6 часов. Он был высоко оценен критиками и зрителями. Во время трансляции сериал входил в Топ 100 наиболее просматриваемых кабельных передач в США, а финальный эпизод занял первое место в день показа. Главный саундтрек создан известнейшим композитором Хансом Циммером.